# Oravská Lesná
Oravská Lesná je naseljeno mjesto u okrugu Námestovo u Žilinskom kraju u Slovačkoj.

## Stanovništvo
| Godina:     | 1993. | 2003.   | 2013.   | 2023.   |
| ----------- | ----- | ------- | ------- | ------- |
| Broj ljudi: | 2929  | 3134    | 3333    | 3443    |
| Razlika:    |       | +6,99 % | +6,34 % | +3,30 % |

| Godina:     | 2022. | 2023.   |
| ----------- | ----- | ------- |
| Broj ljudi: | 3420  | 3443    |
| Razlika:    |       | +0,67 % |

Prema podatcima o broju stanovnika iz 2023. godine naselje je imalo 3443 stanovnika.

## Vanjske poveznice
|  | Zajednički poslužitelj ima još gradiva o temi Oravská Lesná |

- Službena stranica naselja (sl.)